# Patricia Herrera
Patricia Herrera Fernández (Madrid, 9 de fevereiro de 1993) é uma jogadora de polo aquático espanhola.

## Carreira
Herrera fez parte da equipe da Espanha que finalizou na quinta colocação nos Jogos Olímpicos de 2016, no Rio de Janeiro.